# Jason Todd
Jason Peter Todd é um personagem fictício recorrente das histórias em quadrinhos da DC Comics. Sua primeira aparição ocorreu em Batman #357 (Março de 1983), sendo concebido por Gerry Conway e Don Newton.
Embora inicialmente popular, na sequência de uma remodelação de sua origem por Max Allan Collins, a nova versão de Jason Todd não foi bem recebida pelos fãs. Em 1988, com "Uma Morte na Família", a DC Comics realizou uma pesquisa por telefone para determinar se o personagem iria ou não morrer nas mãos de Coringa (DC Comics), o arquinimigo de Batman. A votação para que ele morresse foi maior, com isso fazendo que Jason morresse. As histórias de Batman posteriormente retrataram a culpa que Batman sentia por ser incapaz de impedir a morte de Jason. No entanto, em 2005, no arco de história "Sob o Capuz", o personagem foi ressuscitado, tornando-se o segundo Capuz Vermelho e assumindo um novo papel como um anti-herói semelhante a Batman em muitos aspectos, exceto pela preferência em usar força letal e armas.

## Era de Prata
Jason Peter Todd foi o segundo Robin nas histórias em quadrinhos do Batman,
depois de Dick Grayson. 
Em sua primeira aparição, Jason Todd era um acrobata de circo que teve seus pais assassinados pelo vilão Crocodilo, sendo mais tarde adotado por Bruce Wayne. Inicialmente, Jason era um garoto loiro que usava sua roupa do circo para lutar contra o crime, até Dick o presentear com o uniforme de Robin.

## Era Moderna

### Origem
Jason Todd, nascido em 22 de abril, era um órfão que foi encontrado por Batman enquanto ele estava tentando roubar as rodas do Batmóvel. Jason, o filho de Willis e Catherine Todd, vivia na parte oeste de Gotham. A mãe de Jason, Catherine, era uma viciada que morreu de overdose algum tempo antes do jovem morar nas ruas. Seu pai, Willis, trabalhava como capanga para Harvey Dent (o Duas-Caras), e algum tempo depois ele misteriosamente desapareceu. Assim que foi visto tentando praticar o crime, Jason foi capturado por Batman, que o amarrou e em seguida o levou para a Batcaverna. Em seguida, Batman descobriu que Jason vivia em uma escola para jovens infratores. Algumas semanas mais tarde, depois de Asa Noturna e Jason provarem seu valor no combate ao crime ao ajudar Batman a frustrar os planos de uma gangue de ladrões, Bruce ofereceu a Jason o posto de Robin. No entanto, ele não usou o uniforme de Robin (uma versão melhorada do antigo) até completar seis meses de treino. Batman acreditava que o treino o ajudaria a se livrar da revolta que ele sentia e, se isso não ajudasse, ao menos ele seria mais uma estatística.

### Robin
Durante esse período, Jason é mostrado como um Robin rebelde, sempre querendo a razão e agindo sem obedecer ordens. Algumas vezes ele se sai bem e em outras não. Após ter descoberto que Duas-Caras matou seu pai, Jason vai acertar as contas com ele, quase matando-o, mas após um certo tempo o vilão é levado às autoridades.
Esse evento é somente o começo para Jason se tornar um homicida. Em outra história que ocorreu em Batman #424, surge um assassino em série chamado Felipe Garzonas, que sempre escapava da cadeia devido à influência diplomática de seu pai. Uma de suas vítimas, uma garota chamada Glória, o ameaça, logo depois, Jason descobre seu enforcamento e vai atrás de Felipe. Quando Batman chega, ele vê Felipe caindo do prédio com Jason somente olhando sem fazer nada para salvar o criminoso, ficando implícito se Jason empurrou Felipe do prédio ou se ele mesmo se atirou devido a violência de Jason.
Na edição #425, o pai de Felipe sequestra o Comissário Gordon, pedindo a Batman que traga Robin se quiser salvar a vida de Gordon. Jason vai escondido até o local que eles haviam combinado. Uma luta ocorre resultando na morte dos capangas e em seguida do pai de Felipe.

### Uma Morte em Família
No arco A Death in the Family ("Uma Morte em Família") Jason descobre que Catherine não era sua verdadeira mãe, com isso ele procura pela mulher que deu a luz a ele. Após ir atrás de várias pistas, Jason encontra sua mãe biológica, Sheila. Mas esse encontro não foi primoroso já que Jason descobre que ela está trabalhando para o Coringa.
Poucos minutos depois o Coringa chega junto a seus capangas, com um pé de cabra, e ataca Jason. O Coringa surra brutalmente Jason e deixa uma bomba no local para matar ele e sua mãe. Os dois tentam sair de lá desesperadamente mas não conseguem e a bomba acaba explodindo. Batman chega ao local, mas acaba sendo tarde: Jason morre em seus braços e sua mãe morre dizendo a Batman que seu filho morreu tentando protegê-la. Após o funeral, Bruce guarda o uniforme de Jason na Batcaverna. O arco foi escrito por Jim Starlin.
A morte de Jason foi resultado em dois motivos: a sua baixa popularidade entre os leitores e a de que os leitores queriam que a cronologia oficial do Batman se aproximasse da visão alternativa dada por Frank Miller em sua obra-prima dos quadrinhos O Cavaleiro das Trevas. Nessa minissérie, Bruce Wayne deixou de ser o Batman quando seu parceiro Jason Todd foi assassinado.

### Retorno e o Capuz Vermelho
Anos mais tarde, ao tentar descobrir a identidade de uma misteriosa figura conspirando contra ele (que acaba sendo Hush), Batman descobre que Robin (Tim Drake) foi sequestrado. Quando ele confronta o sequestrador ele descobre, para sua surpresa, que o sequestrador é aparentemente um Jason Todd adulto. Batman investiga este mistério e descobre que é apenas Cara-de-Barro se passando por Jason.
Pouco tempo depois, quando o Superboy Primordial provocou alterações na realidade durante os eventos de Crise Infinita, Jason é revivido. Após sair de seu túmulo, ele é hospitalizado e passa cerca de um ano em coma e outro vagando com amnésia, até ser encontrado por Talia al Ghul. Mergulhado no Poço de Lázaro utilizado por Ra's al Ghul, o pai de Talia, Jason recobra a memória e o vigor físico e, 
seguindo o conselho de Talia, Jason começa a planejar a vingança de sua morte em sua preparação para enfrentar o Batman, viajando por todo o mundo no mesmo caminho de treinamentos que seu antigo mentor.
Quando Batman expressa que não teve remorso por ter poupado a vida do Coringa pela morte da Jason, ele se enfurece com isso e se torna o novo Capuz Vermelho.
Reaparecendo como Capuz Vermelho, Jason rouba uma transferência de Kryptonita de Máscara Negra. Pouco depois, o Capuz Vermelho encontra o Coringa (expulso de Gotham por Silêncio) e bate nele com um pé de cabra como o Coringa tinha feito há anos com Jason. Apesar da violência da batida, Jason poupa o palhaço, com a intenção de usá-lo mais tarde contra o Batman.
O Capuz Vermelho assume o controle sobre diversas gangues em Gotham City e começa uma guerra contra o império de Máscara Negra. Em geral, ele se esforça para assumir as gangues de Gotham para parar algumas de suas ações ilícitas (como drogas a menores), e para matar o Coringa em vingança pela sua própria morte. Por causa de suas atividades, ele vem repetidamente a enfrentar Batman e vários de seus aliados. Uma máscara de Robin, durante esse tempo, é encontrado no Batmóvel, não pertencendo às roupas de Dick ou Tim, mas do estilo de Jason como Robin. Batman, ao investigar mais, descobre que o caixão de Jason sempre esteve vazio, e ele começa a se questionar se Jason tinha realmente morrido. Apesar de seu retorno, o traje de Robin usado por Jason permanece em sua vitrine memorial na Batcaverna, quando Alfred pergunta a Bruce se ele queria que o traje fosse removido, Bruce respondeu que o retorno de Jason "não muda absolutamente nada."
Sabendo que Tim Drake não só o substituiu como Robin, mas é declaradamente um Robin melhor do que ele tinha sido, Jason invade a Torre dos Titãs para enfrentar Tim. Vestindo uma versão alterada do seu traje de Robin, Jason rapidamente imobiliza os outros Titãs e ataca Tim no Hall de Titãs falecidos. Furioso que nenhuma estátua em sua homenagem foi feita para ele (apesar de seu curto mandato como um Titã), Jason exige que Tim diga se ele é realmente tão bom como Jason foi. Tim diz "sim" e sai andando. Aparentemente, Jason desenvolveu um respeito relutante por Tim, com ele próprio declarando: "Eu vou admitir, ele é bom". Jason também se pergunta se talvez ele teria sido uma pessoa melhor e um Robin melhor se ele tivesse uma vida como a de Tim e amigos como os Titãs.
O clímax do retorno de Jason é quando ele sequestra o Coringa e prende-o como refém, atraindo o Batman. Apesar de seu relacionamento agora antagônico, Batman também quer desesperadamente ajudar Jason. Ele pergunta a Batman porque ele não vingou sua morte matando o Coringa, assim como também insiste que Coringa merece, por causa das inúmeras pessoas que ele assassinou. Batman então admite que ele teve muitas vezes tido fantasias torturando o Coringa e em seguida o mata, mas ele se recusa a fazer isso na vida real. Jason ameaça Batman com um ultimato: Jason vai matar o Coringa a não ser que Batman mate Jason primeiro. Segurando o Coringa com uma arma, Jason atira uma pistola para Batman e começa a contar até três, deixando Batman com a chance de acertar uma bala na cabeça de Jason. O Homem-Morcego jogou a arma no chão e se virou. No último momento, Batman lança um batrangue, que ricocheteia e acerta o pescoço de Jason, fazendo com que ele solte a arma. O Coringa se aproveita da situação, detona os explosivos próximos a plataforma e mais uma vez escapa.

### Robin Vermelho
No início da Contagem Regressiva para a Crise Final, Jason como o Capuz Vermelho, salva uma mulher de Duela Dent (a Filha do Duas Caras). Depois de um Monitor atirar em Duela, ele tenta matar Jason mas é parado por um segundo Monitor. Este segundo monitor pede desculpas a Jason antes de eles desaparecem, deixando Jason sozinho com o corpo de Duela. Mais tarde, no funeral de Duela, Jason se esconde de todos os Titãs exceto Donna Troy. Jason diz a ela o que aconteceu na noite da morte de Duela, e sobre o duelo dos monitores. Ele sabe que ele e Donna Troy voltaram dos mortos, e pergunta qual deles é o próximo na lista de alvos do Monitor. Os dois são atacados por Forerunner, mas antes que ela possa matá-los, o apolegético Monitor a detém, e recruta Jason e Donna para uma missão rumo  ao Palmerverse (uma seção do Nanoverso descoberta por Ray Palmer), em uma tentativa de encontrar Eléktron.
Durante a viagem, Jason toma para si o nome de Monitor "Bob". Na Terra-51, Jason encontra o Batman daquele mundo. Foi mostrado que essa versão do Batman tinha começado a usar força letal desde a morte do Jason daquela Terra. Ao saber disso, Jason usa uma nova roupa e um novo nome, o de Robin Vermelho. O Batman da Terra-51 tinha originalmente planejado presentear o uniforme ao Jason daquele mundo. Durante um confronto final na Terra-51, Batman morre. Após o desembarque em Apokolips e lutando contra as forças de Darkseid, o time volta a Terra original, e Jason mais uma vez vira as costas para a vida como um herói fantasiado, e retorna aos seus antigos modos de lidar com o crime.

### Batman - Descanse em Paz
Após o desaparecimento de Batman durante os eventos de Batman RIP, Jason começa a manipular novamente as gangues de Gotham, a fim de assumir o controle delas. Infelizmente, a abordagem de Jason leva a mais violência e sangue derramado. Com Asa Noturna e Batman indisponível, cabe a Tim Drake lidar com a bagunça de Jason. Jason no entanto, pede a Tim para unir forças com ele, embora, naturalmente, Tim se recusa, alegando que os métodos de Jason são muito questionáveis.
Isto leva a um confronto entre Jason e Tim, que é interrompida pela chegada de outro Robin Vermelho, sendo revelado depois que se trata de Ulysses Armstrong. Devido a uma combinação de envolvimento entre Robin Vermelho e um membro de gangue, Jason acaba baleado na perna e preso pela polícia. Após a resolução da guerra de gangues em Gotham, Tim, sob um pseudônimo, visita Jason na prisão para dar-lhe o código de acesso à Liga da Justiça para libertar-se da prisão, devido principalmente ao fato de que Tim acredita que Jason pode ter uma outra chance de redenção. Após sua fuga, Jason continua se recuperando, e é convocadao por Tim para vir à Batcaverna, onde Batman deixou sua declaração de Testamento para ele. Depois de ouvir a declaração, em privado, Jason prepara-se para sair, não revelando o que foi dito, embora ele faz uma pausa perante seu antigo traje de Robin e os restos esfarrapados do traje de Batman.
Mais tarde é revelado que a mensagem deixada para Jason foi a de que Bruce admitiu que de todas as suas falhas, Jason era a maior. Bruce afirma que ele nunca lamentou ter oferecido a Jason qualquer, mas lamenta por tê-lo colocado como Robin e deixado-o em constante perigo.
Estas palavras, porém, só causa um abalamento em Jason, levando aos eventos de A Batalha Pelo Capuz.

### A Batalha Pelo Capuz
Depois de sua fuga da prisão, Jason, aparentemente, decidiu se tornar o novo Batman. Ele veste um terno preto e cinza e um bastão com duas pistolas, várias outras armas, e uma placa-bocal. Ele também opera em um sistema de metrô abandonado em Gotham. Seu monólogo interior demonstraram que ele sempre tinha o desejo de eventualmente substituir o Batman, e seu descontentamento com o Batman ter se tornado uma figura pública, ao invés de uma lenda urbana.
Com isso, Jason começa a sua guerra contra o crime usando táticas letais, deixando pedaços de papel pela cidade de Gotham dizendo: "Eu sou Batman".
Depois que Jason consegue acabar com um grupo de bandidos, ele escapa apenas para ter Asa Noturna e Damian Wayne em seu rastro. Dick deduz que o impostor é Jason Todd. Depois de uma curta discussão, Damian é baleado por Jason. Ao mesmo tempo, Tim começa uma busca para parar o impostor e se veste como o Batman, a fim de demonstrar como o verdadeiro Batman teria agido. Tim encontra Jason na estação de metrô, e é salvo de uma armadilha pela Mulher-Gato, que sabe que é Tim que está por trás da máscara. Jason os ataca, após Selina, em seguida, entrar em uma briga com Tim antes de lhe perfurar o peito com um batbumerang, exclamando: "Só mais um".
Depois de questionar a si mesmo, após Damian quase ter morrido, Dick vai atrás de Jason, com a intenção de derrubá-lo de uma vez por todas. A batalha chega ao fim quando Dick chuta Jason para um trem em alta velocidade.
Quando Dick tentou ajudá-lo, Jason se recusa e supostamente morre, embora afirmando que iria voltar em breve. Isso permite a Dick a assumir oficialmente o manto de Batman.
Com sua nova parceira, Jason voltou ao seus métodos brutais e letais de lidar com criminosos, mas agora havia uma torção. Usando a mídia e internet, ele expôs os seus métodos para o público mostrando como o combate ao crime deveria ser feito. A opinião pública foi, na verdade, pelo menos, um pouco a seu favor, especialmente depois que ele mostrou Batman e Robin protegendo o Pinguim de Scarlet. Ele foi capaz de se manter à frente de Batman e Robin, ficando em primeiro lugar e chegando primeiro para capturar os criminosos. Isso durou até que ele localizou um criminoso que fugiu para terminar o que Jason tinha começado. Batman e Robin chegam para detê-los, e as duas duplas se enfrentam. A luta foi a favor de Jason. Ao invés dos dois heróis capturá-lo, ele capturou-os e os colocou fora do seu caminho por enquanto. Seu plano era revelar ao mundo a identidade de Batman e Robin.
Foi então que Jason e Scarlet foram emboscados por um assassino chamado Flamingo. Ele levou dois tiros de um rifle sniper, estilhaçando seu capacete. Enquanto Batman e Robin escapam da armadilha, Jason e Scarlet tentam enfrentar Flamingo. No entanto, ambos se mostraram inferiores às habilidades marciais de Flamingo, e foi somente com a chegada oportuna de Batman e Robin que eles não foram mortos. Jason usou a dupla dinâmica como um disfarce, passou a esmagar Flamingo com um caminhão, enquanto Damian se jogou em frente de um ataque para salvar Scarlet, deixando-o aleijado. Scarlet escapou, e Jason foi novamente levado sob custódia policial. Ao ser preso, no entanto, Jason grita para Dick que, se o Poço de Lázaro pôde ressuscitá-lo, então por que Dick não tinha feito o mesmo com Bruce.

## Era Contemporânea

### Os Novos 52
Em consequência dos eventos apresentados na série Flashpoint, o multiverso ficcional da DC é reiniciado, introduzindo atualizações em todos os seus personagens. Após esse evento, foi confirmado pelos editores que o evento "morte em família" permanece fazendo parte da cronologia, mas tudo o mais pode não estar ou ser reapresentado de outra forma.
Este reinício marca a contagem da cronologia DC, sendo que os eventos não confirmados podem fazer ou não parte da nova cronologia. Para todos os efeitos de cronologia para as presentes publicações, contam para a linha do tempo oficial do personagem apenas os fatos mostrados ou referenciados a partir dos novos números 1 de todas as publicações. 

### Capuz Vermelho e os Foragidos
Nessa nova realidade, Jason Todd é Red Hood, que, ao lado da Princesa Tamaraniana Koryand'r (Estelar) e Roy Harper (Arsenal) forma os Foragidos (Outlaws, no original). A origem de Jason é um pouco modificada, onde ele sempre esteve com sua mãe biológica até ela morrer, e o seu cabelo passou a ser naturalmente preto. Continua o mesmo anti-herói rebelde e agressivo de antes, mas já não era mais considerado inimigo do Batman e nem dos outros Robins, e apesar das brigas que tem com o Dick, Jason até que se dava bem com o Tim.

## Poderes e Habilidades
Condição Aprimorada por Lázaro: Como de sua ressurreição perfeita no Poço de Lázaro , ele não envelhece e se regenera de ferimentos a uma velocidade muito rápida, permitindo que ele engane perfeitamente a morte em várias ocasiões. Sua força, velocidade, resistência, agilidade, reflexos, durabilidade e metabolismo / sistema imunológico foram aprimorados ainda mais.
Pico de Condição Física: através de anos de treinamento intenso e extenso, planos de dieta especiais e técnicas de meditação de Batman, além de treinamento após sua ressurreição, Jason está no auge do potencial e perfeição humanos. Ao combinar seu ex-mentor em combate, ele provou que é muito superior aos atletas de nível olímpico, assim como Batman. Sua força, velocidade, agilidade, reflexos, resistência, durabilidade, resistência, cura e sentidos são praticamente sobre-humanos; perto dos limites das capacidades desumanas de um super soldado. Ele representa o auge do potencial / perfeição físico humano, como Batman e Asa Noturna.
Mestre em Artes Marciais: Jason Todd é um combatente altamente qualificado tendo sido treinado por Batman. Após a sua ressurreição, ele ganhou mais formação e demonstrou ser muito mais habilidoso que antes. Isso é mostrado quando ele lutou contra o seu mentor e o ex-Asa Noturna. Embora ele sempre tenha sido mais brigão como Robin, após sua ressurreição, viajou pelo mundo para continuar seu treinamento, aprendendo todas as formas de artes marciais que pôde, assim como Batman. Mais tarde, suas habilidades de combate foram melhoradas, pois ele também foi treinado por Lady Shiva , Bronze Tiger e All Castee foi considerado o aluno mais bem-sucedido. Demonstrando ser muito mais habilidoso do que antes, ele é capaz de derrotar vários oponentes, como uma sala cheia de mafiosos russos, uma sala cheia de ninjas, estagiários Spyrais, garras-mortas-vivas e meta-humanos simultaneamente, manipulando ou quebrando membros ou espinhos, e pode até lutar cego. Ele foi capaz de se manter por muito tempo contra o Batman, mas acabou sendo derrotado. Jason se enfrentou contra o Arqueiro Verde em uma luta de espadas, e quando ele dominou Tim Drake e os Teen Titans na Titans Tower. Capuz Vermelho também derrotou um grupo de alienígenas em apenas dezessete segundos enquanto se detinha. O estilo de luta de Jason se concentra na brutalidade, força e velocidade; ele mostra ter dominado mais de meia dúzia de estilos de luta e provou ser um mestre do Aikido, Judô, Capoeira, Silat, Kung Fu, Karatê, Ninjutsu, Savate, Krav Maga, Kickboxing, Muay Thai e Taekwondo. Ele efetivamente combinou as artes marciais que dominou em um estilo harmonioso único que combina com seus pontos fortes. Ele também conhece uma técnica única ensinada por Lady Shiva e uma antiga técnica de punção que leva os aprimoramentos e poderes sobrenaturais / mágicos de alguém. Até , que não gosta de Jason, o chamou no Event Leviathan de um dos grandes mestres em combate de todos os tempos. Com essas habilidades, ele mantém seu lugar como um dos principais artistas e combatentes marciais da DC.
Mestre Marksman: Tendo sido treinado por Batman, Jason tem um objetivo perfeito ao usar batarangs e, mais tarde, armas de fogo. Para aumentar sua habilidade com armas de fogo, ele foi um passo além de Batman em sua jornada ao redor do mundo para aprender com os mestres como matar um alvo com diferentes tipos. Sua precisão e exatidão são superiores às do Batman, pois ele é o melhor atirador da Família Bat. Ele é um dos cinco melhores atiradores de todo o Universo DC e é altamente hábil em atirar projéteis, armas de fogo e tiro com arco; quase a par com Deadshot. Capuz Vermelho é igualmente habilidoso em atirador com projéteis de arremesso, como shuriken, facas de arremesso e batarangs, pois eles podem ser utilizados em situações de combate intensas ou que dependem do tempo. Ele é capaz de atirar em um homem a uma longa distância, sendo atacado fisicamente por vários outros oponentes. Essa evidência ainda o prova como um dos melhores atiradores do Universo DC. Jason raramente erra seus alvos 9 vezes em 10, a menos que seja desumanamente difícil ou superado.
Mestre Acrobata: Em sua formação como Robin, ele aprendeu acrobacia.
Esgrimista: Jason mostrou ser habilidoso o suficiente para lutar usando espadas.
Tático Especialista: Embora contraditório com sua natureza infantil, Jason aprendeu a pesquisar seus alvos antes de atacá-los e matá-los. Ele passa longas horas observando os alvos e assegurando que eles merecem sua marca de justiça. Ele é versado em táticas, estratégias e protocolos de nível militar. Ele também orquestrou um plano para manipular os senhores do crime de Gotham, assumindo o controle de gangues, iniciando guerras de gangues para que o Coringa escapasse do Arkham Asylum e tendo um confronto final com Batman.
Mestre Espião: Devido ao seu treinamento com Batman e seu treinamento adicional em todo o mundo, ele é um mestre em furtividade, assassinato, espionagem, infiltração, disfarce e sabotagem. Jason é capaz de violar instalações de alta segurança com facilidade e sem ser detectado. Ele é habilidoso o suficiente para se infiltrar no esconderijo de Tim Drake sem o seu conhecimento, também demonstrou proeza furtiva o suficiente para rastrear e explorar o esconderijo secreto de Batgirl , apesar de sua inteligência. Jason provou ser capaz de se infiltrar na Black Hawk Organization, a Spyral Organization, um avião terrorista, invadiu o apartamento de Supergirl e escapou dela enquanto ela usava sua super audição.
Mestre Detetive: Jason mostrou alguma habilidade como detetive mais notavelmente em Renegados # 44 e # 45.
Multilinguismo: Ensinado por Batman, Jason é fluente em vários idiomas, tendo falado inglês, espanhol, japonês, francês, alemão, italiano, português e vários outros, sendo o russo o mais fraco.
Intelecto em Nível Gênio: Depois de ser adotado por Bruce, Jason recebeu uma excelente educação e tutoria de tutores particulares e, portanto, possui profundo conhecimento em muitas disciplinas, incluindo ciências, matemática, medicina, geografia, criminologia, história mundial e inglês. Ele também provou ser um estrategista criminal altamente eficiente e organizado como o Capuz Vermelho. Jason mostra-se altamente qualificado em mecânica, ciências, gestão de negócios, enquanto realizava manutenção e aprimorou sua motocicleta, carro e helicóptero, o exoesqueleto de Bat-Gordon, e atualmente dirige, possui e gerencia o Iceberg Lounge Club / Casino da Penguin. Ele também possui um GPA da faculdade de 94,8, pode entender / estudar a língua Tamaranean e é inteligente o suficiente para rastrear a espaçonave alienígena Starfire enquanto ela estava encoberta
Mestre Hacker: Tendo sido fortemente ensinado por Bruce Wayne em computadores e redes e depois aprimorado drasticamente por  Tim Drake , Jason conseguiu invadir computadores da LexCorp em menos de cinco minutos, desviar do banco de dados militar do governo dos EUA e invadir a segurança avançada de Batgirl redes. Sua habilidade em computadores, redes e tecnologia está a par de Barbara Gordon e Tim Drake, mas os que ainda têm vantagem na superioridade.
Lider Especialista: Jason liderou as duas versões dos Outlaws por um longo tempo sem problemas e até ajudou Roy Harper e Starfire em seu relacionamento, o que também mostra uma inteligência emocional para ele.
Nível de força: Jason Todd possui a força normal de um jovem que se envolve regularmente em exercício físico intenso. Ele é forte o suficiente para romper um casco submarino com um único soco, sem esforço levantar um homem sobre a cabeça com uma mão e jogá-lo vários metros através da janela de um avião, chutar casualmente uma porta de avião das dobradiças enquanto estiver voando, enviar Deathstroke voando com um chute, quebre o pescoço e o braço de um Talon sobre-humano, jogue um alienígena com uma mão, vire Susie Sue na cabeça (ela pesa mais de 600 libras), segure o telhado de um prédio desabado e suporte o peso de um cruzeiro enorme míssil por um longo período de tempo. A força e força bruta de Capuz Vermelho são comparáveis, se não iguais às de Batman, e são praticamente sobre-humanas; exibido quando ele cortou a cabeça de um dinossauro com uma fatia, dominou um grande grupo de usuários de veneno e atingiu Lobo no chão, Perna virou Bane na cabeça, até Supergirl comentou que "ele é muito mais forte do que qualquer humano" e "nenhum humano deve ser tão poderoso". Esse tipo de força também se estende às pernas, permitindo que ele pule em alturas muito altas e salte longas distâncias. Usando controle muscular altamente eficaz, Red Hood pode aplicar força praticamente sobre-humana em seus ataques físicos para combinar com super-soldados Meta-humanos como Ravager (que facilmente tem a força de 10 homens, possivelmente uma dúzia ou mais).

## Parafernália
Uniforme de Robin: Depois de se tornar Robin, Jason recebeu o uniforme que Dick Grayson usava como Robin. Ela inclui uma túnica de tecido, que oferecia uma protecção limitada contra balas e ataques contundentes, uma capa amarela, calção verde e botas de duende. Seu cinto de utilidades continha batbumerangues, ganchos, aglomerados de gás e diversos outros apetrechos.
Uniforme de Capuz Vermelho: Depois de sua ressurreição, Jason tomou o velho manto do Coringa de Capuz Vermelho. Seu uniforme incluia jeans, joelheiras, túnica de tecido de proteção limitada contra balas e ataques contundentes  jaqueta de motociclista. Ele usa duas máscaras. A primeira é uma máscara de dominó vermelhos, fixada no lugar com uma espécie de cola, e inclui um built-in rádio transmissor / receptor e lentes de visão noturna Starlite. Suas luvas e botas contêm oito compartimentos em que ele pode armazenar itens. Sua segunda máscara é um capuz vermelho metálico, que acrescentou uma melhor proteção para o rosto.
Uniforme de Batman: Ao contrário do uniforme convencional de Batman, a versão de Jason era muito mais militarista, com armaduras pesadas com cor cinza e preta. Mais do que o design da carenagem normal, as orelhas pontudas foram feitas para parecer mais com chifres de diabo, e as lentes ficavam vermelhas dando-lhe uma aparência muito mais demoníaca. A boca da máscara foi coberta com um tipo de máscara de gás-inventar. Ao invés de carregar o cinto de utilidades normais não letais, Jason estava cheio de armamento letal.

## Em outras mídias

### Batman: Under The Red Hood
No filme animado Batman: Under The Red Hood (no Brasil: Batman Contra o Capuz Vermelho), que adapta "A Death in the Family" e "Under the Hood", Jason é morto por Coringa da mesma maneira que ocorre nas HQs, cinco anos depois ele retorna como o Capuz Vermelho. No filme ele é ressuscitado graças à Fonte de Lázaro de Ra's Al Ghul, uma maneira mais convincente e menos complexa do que as alterações de realidade provocadas pelo Superboy Primordial. Diferentemente dos quadrinhos, Ra's tem uma participação indireta na morte de Jason, da qual se arrepende e que o faz ressuscitar o rapaz. A participação de Talia é reduzida a uma aparição sem falas. Os eventos relativos à saga "Silêncio" foram suprimidos. Uma outra diferença é que o uniforme de Jason da adolescência é quase igual ao de Tim Drake.

### Batman: Arkham Knight
Um dos principais mistérios alardeados pelo jogo Batman: Arkham Knight é justamente a identidade do misterioso Arkham Knight, que dá nome ao game.
Durante a aventura, fica claro que o tal Cavaleiro é alguém que conhece bem o Homem-Morcego e suas habilidades, além de guardar uma grande mágoa em relação ao herói encapuzado.
A identidade do Arkham Knight só é revelada próximo ao final do jogo, em vídeo que você pode acompanhar logo acima, e ele é Jason Todd.
No game, Jason Todd foi sequestrado e torturado durante um ano pelo Coringa. O vilão chega inclusive a mandar um vídeo para Batman mostrando Jason Todd recebendo um tiro e, supostamente, morrendo.
O Coringa convence o jovem Jason que Batman o trocou,e a procurar vingança
Jason sobrevive, assume a alcunha de Arkham Knight e, em parceria com o Espantalho (DC Comics) e outros bandidos, busca vingança contra Batman. 
Após a luta entre os dois, Jason descobre que estava do lado errado da guerra e reconhece os seus erros assim Jason decide ajudar o Cavaleiro das Trevas como o Capuz Vermelho e não mais como Arkham Knight.
Quando Batman tem que obrigatoriamente se render ao Espantalho para salvar a vida de Robin e Comissário Gordon. Batman fica sob o efeito do gás do medo e tem sua identidade exposta. Jason consegue rastrear a posição de Bruce e consegue salva-lo, Bruce derrota o Espantalho e salva Gordon e Robin.
Mesmo após o desaparecimento do Batman, Jason continua á ajudar a Bat-família como o Capuz Vermelho mesmo fazendo uso de força letal. Algo reprovável por Bruce.

### Asa Noturna série de 2014
Jason Todd estava com Dick Grayson e Bruce Wayne no túmulo de Barbara Gordon, suposta morte. Jason deu a Dick de um possível codinome que adotaria, Asa Noturna. Depois de Coringa alvejar Barbara, depois ele mata Jason, assunto falado por Barbara, sentada numa cadeira de rodas e Dick. Ele aparece salvando Asa Noturna de Slade Wilson, Exterminador e também mata Slade e outro capanga que o acompanhava. Jason além de fazer uma roupa do Capuz Vermelho, ele desenha o símbolo do Asa Noturna, porém vermelho, enquanto do original azul.

### Teen Titan
Na série Os Jovens Titãs, Robin depois de deixar de ser Red X, Jason rouba a roupa depois de ser revivido pelo poço de Lázaro em que Ra's al Ghul usa para sobreviver e também tenta conseguir o composto que alimenta o cinto da roupa e também aparece numa corrida quem ficaria com os segredos dos Titãs.

### Teen Titan Go!
No novel aparece os 4 Robins e Jason faz parte desse grupo com a versão do Robin em Young Justice.

### Injustice  2
Jason Todd Aparece em Injustice 2 via DLC

### Batman vs. Superman A Origem da Justiça
Filme estrelado por Ben Affleck, Henry Cavill e Gal Gadot em 2017. A fantasia de Robin com os rabiscos do Coringa aparecia na Bat-Caverna, levando a crer que em uma passagem do HQ Jason teria sido morto por Coringa.

### Titan Live Action
Jason Todd aparece como novo Robin melhorado e salva Dick. Dick foi tentar salvar um amigo do circo preso pelo filho de Tony Zucco, mas Jason como Robin salva Dick, como Robin contudo este era diferente, ele não apenas usava força bruta contra os criminosos, como também a polícia, desaprovado por Dick ou até mesmo por Bruce. Jason aparece numa cadeira de rodas e vê Dick, ambos ex-Robins casado com Dawn, ex-Columba e fala que Bruce/Batman surtou em Gotham e agora tem feito sua própria justiça, Alfred e J. Gordon morrem no tal evento, fazendo com que o homem morcego saísse de seu ideal. Dick vai para Gotham para persuadir Bruce, mas tudo não passou de uma ilusão criado por Trigon depois dele ser liberto por Rachel, filha dele. Na segunda temporada, depois de ser salvo por Conner, ele conhece Rose Wilson, que passa a namorá-lo. Contudo, esta chega a incriminá-lo, mas depois se arrepende e ajuda Asa Noturna (Dick Grayson), a confrontar o próprio pai Slade Wilson a libertar Jericó, depois da morte de Jericó, sua alma fica presa no Slade. Logo depois, Jericó passa a viver em sua meia-irmã Rose. Jason observa de longe o funeral de Donna Troy e depois vê Ravena (Rachel) partindo para Temiscira e que depois os deixa encerrando seu vinculo com os Titãs.

### Batman Ninja
Jason aparece como Capuz Vermelho no longa Batman Ninja.

### Batman Gotham Knight
Num jogo jogável, no selecionável, após a morte de Batman, a família da caverna, Robin, Asa Noturna, Capuz Vermelho e Bat-Girl, tem de lidar com os criminosos e Jason como Capuz Vermelho e Asa Noturna (Dick Grayson) como líder.